# Pico Truncado
Pico Truncado is een plaats in het Argentijnse bestuurlijke gebied Deseado in de provincie Santa Cruz. De plaats telt 14.985 inwoners.